# Rudbeckia
- Commons
- Wikispecies

Rudbeckia é um género botânico pertencente à família Asteraceae.

## Classificação do gênero
| Sistema | Classificação                                 | Referência |
| ------- | --------------------------------------------- | ---------- |
| Linné   | Classe Syngenesia, ordem Polygamia frustranea | [ 1 ]      |